# Рольф Йоганнессен
Рольф Йоганнессен (норв. Rolf Johannessen, 15 березня 1910, Фредрікстад — 2 лютого 1965) — норвезький футболіст, що грав на позиції захисника, зокрема, за клуб «Фредрікстад», а також національну збірну Норвегії.
Дворазовий чемпіон Норвегії. Чотириразовий володар Кубка Норвегії. 

## Клубна кар'єра
У футболі дебютував 1926 року виступами за команду «Ліслебі», в якій провів п'ять сезонів. 
Протягом 1932—1933 років захищав кольори клубу «Пірмазенс».
1935 року перейшов до клубу «Фредрікстад», за який відіграв 11 сезонів.  За цей час двічі виборював титул чемпіона Норвегії, ставав володарем Кубка Норвегії (тричі). Завершив професійну кар'єру футболіста виступами за команду «Фредрікстад» у 1946 році.

## Виступи за збірні
З 1930 по 1935 рік  захищав кольори олімпійської збірної Норвегії. У складі цієї команди провів 2 матчі.
1931 року дебютував в офіційних матчах у складі національної збірної Норвегії. Протягом кар'єри у національній команді, яка тривала 15 років, провів у її формі 20 матчів.
У складі збірної був учасником чемпіонату світу 1938 року у Франції де зіграв в програному матчі 1/8 фіналу з Італією (1-2).
Помер 2 лютого 1965 року на 55-му році життя.
| Дата       | Місто      | Господарі | Результат | Гості     | Турнір            | Голи | Примітки |
| ---------- | ---------- | --------- | --------- | --------- | ----------------- | ---- | -------- |
| 21/06/1931 | Осло       | Норвегія  | 2 – 2     | Німеччина | товариський матч  | -    |          |
| 18/06/1936 | Осло       | Норвегія  | 1 – 2     | Швейцарія | товариський матч  | -    |          |
| 27/05/1937 | Осло       | Норвегія  | 1 – 3     | Італія    | товариський матч  | -    |          |
| 15/09/1937 | Гельсінкі  | Фінляндія | 0 – 2     | Норвегія  | товариський матч  | -    |          |
| 19/09/1937 | Осло       | Норвегія  | 3 – 2     | Швеція    | товариський матч  | -    |          |
| 10/10/1937 | Осло       | Норвегія  | 3 – 2     | Ірландія  | Відбір до ЧС 1938 | -    |          |
| 24/10/1937 | Берлін     | Німеччина | 3 – 0     | Норвегія  | товариський матч  | -    |          |
| 07/11/1937 | Дублін     | Ірландія  | 3 – 3     | Норвегія  | Відбір до ЧС 1938 | -    |          |
| 31/05/1938 | Осло       | Норвегія  | 1 – 0     | Естонія   | товариський матч  | -    |          |
| 05/06/1938 | Марсель    | Норвегія  | 1 – 2     | Італія    | ЧС 1938           | -    |          |
| 17/06/1938 | Осло       | Норвегія  | 9 – 0     | Фінляндія | товариський матч  | -    |          |
| 04/09/1938 | Осло       | Норвегія  | 2 – 1     | Швеція    | товариський матч  | -    |          |
| 18/09/1938 | Осло       | Норвегія  | 1 – 1     | Данія     | товариський матч  | -    |          |
| 02/10/1938 | Стокгольм  | Швеція    | 2 – 3     | Норвегія  | товариський матч  | -    |          |
| 14/06/1939 | Копенгаген | Швеція    | 0 – 1     | Норвегія  | товариський матч  | -    |          |
| 18/06/1939 | Копенгаген | Данія     | 3 – 6     | Норвегія  | товариський матч  | -    |          |
| 22/06/1939 | Осло       | Норвегія  | 0 – 4     | Німеччина | товариський матч  | -    |          |
| 03/09/1939 | Гельсінкі  | Фінляндія | 1 – 2     | Норвегія  | товариський матч  | -    |          |
| 17/09/1939 | Осло       | Норвегія  | 2 – 3     | Швеція    | товариський матч  | -    |          |
| 21/10/1945 | Стокгольм  | Швеція    | 10 – 0    | Норвегія  | товариський матч  | -    |          |
| Усього     |            | Матчів    | 20        |           | Голів             | 0    |          |

## Титули і досягнення
- Чемпіон Норвегії (2):

«Фредрікстад»: 1937-1938, 1938-1939
- Володар Кубка Норвегії (4):

«Фредрікстад»: 1935, 1936, 1938, 1940